# Lázně Jeleč
Lázně Jeleč (německy Bad Geltschberg, Geltschbad) byly díky svým léčebným pramenům bohatými na železo na přelomu 19. a 20. století vyhledávaným lázeňským střediskem. Lázně se nacházely na katastrálním území vsi Horní Vysoké, která je částí obce Levín v okrese Litoměřice v Ústeckém kraji.
Vysoká poloha 400–425 m n. m. jakož i vynikající klimatické vlastnosti sem přilákaly v roce 1839 knížecího lobkovického panského lékaře Jana Mayera z Lindenthalu a také německého přírodovědce Alexandra von Humboldta. Od roku 1890 měly lázně výhodné železniční spojení jak do Ústí n. L. a Děčína, tak i do Litoměřic a na Českolipsko díky nové trati Velké Březno – Lovečkovice – Verneřice/Úštěk. Tato železniční trať byla zrušena v roce 1978.
V lázních se používala prostá železitá voda ke koupelím. Zanikly po druhé světové válce. Některé lázeňské budovy zůstaly zachovány a slouží jiným účelům, rozsáhlý park není udržován, avšak část vysazených dřevin se zachovala.
Jeleč je rovněž dřívější název vrchu Sedlo.